# Ilija Petković
Ilija Petković (Knin, 22. rujna 1945. – Beograd, 27. lipnja 2020.) bio je nogometaš i trener. Bio je i jugoslavenski nogometni reprezetantivac od 1968. do 1974., dugogodišnji kapetan i jedan je od najboljih igrača OFK Beograda u povijesti toga kluba. Među rijetkim je nogometašima koji je sudjelovao na svjetskim nogometnim prvenstvima i kao igrač i kao izbornik, oba puta u Njemačkoj: 1974. i 2006. godine. Poznat je i kao posljednji izbornik nogometne reprezentacije Srbije i Crne Gore.

## Igračka karijera

### Početci
Petković je igračku karijeru počeo u kninskom ligašu Dinari. U 19. godini otišao je u Beograd i suočio se s velikom životnom dilemom - nastaviti nogometnu karijeru ili se posvetiti studiju. Pobijedila je ljubav prema nogometu, postao je profesionalac, ali je nastavio i s obrazovanjem - završio je Višu ekonomsku školu u Beogradu.

### OFK Beograd
Splet okolnosti Iliju Petkovića odveo je na Staru Karaburmu i postao je igrač OFK Beograda. Dres popularnih "romantičara" nosio je 16 sezona, prvo od 1964. do 1973. godine, a zatim i od 1976. do 1983. godine. Osvojio je Kup maršala Tita 1965./66. Za OFK Beograd odigrao je 417 utakmica i postigao je 68 pogodaka. O karakteristikama Petkovićeve igre najbolje svjedoči i nadimak, "tajfun s Karaburme". Bio je iznimno eksplozivan i svojevremeno je proglašen za najbolje desno krilo na svijetu.[nedostaje izvor]

### Troyes AC
Igrao je i za francuski nogometni klub Troyes od 1973. do 1976. godine.

## Reprezentativna karijera
Posebne stranice igračke karijere ispisao je u reprezentativnom dresu. Za jugoslavensku reprezentaciju igrao je od 1968. do 1974. godine. U tom je razdoblju reprezentativni dres obukao 43 puta i postigao je šest pogodaka. Prvi put nastupio je 24. travnja 1968. godine na stadionu Crvene zvezde. Jugoslavija je bila domaćin Francuskoj u uzvratnom susretu četvrzavršnice Kupa nacija. U prvoj utakmici, odigranoj 18 dana ranije u Marseilleu, bilo je 1:1. Iliji Petkoviću trebalo je tri minute za postići prvi pogodak za Jugoslaviju. Drugi put među strijelce upisao se u 33. minuti. Na kraju je Jugoslavija pobijedila Francusku s 5:1.
Ta pobjeda donijela je Jugoslaviji plasman na završni dio Kupa nacija, koji se je održao u lipnju te godine u Italiji. Bilo je to treće po redu najjače europsko reprezentativno natjecanje, koje je zatim preraslo u europsko prvenstvo.
Od reprezentacije se je oprostio na SP-u u Njemačkoj 1974. godine. 

## Trenerska karijera
Karijeru stručnjaka Petković je počeo kao športski direktor OFK Beograda. Poslije, u razdoblju od 1990. do 1993. godine bio je i trener "romantičara" sa Stare Karaburme.
Petković je bio trener u stožeru jugoslavenske omladinske reprezentacije koja je 1987. godine u Čileu postala svjetskim prvakom, što je bio jednim od najboljih rezultata te reprezentacije u povijesti a svojevremeno predvodio je i sastav za Mediteranske igre te je vodio i vojni sastav, kojeg su činili nogometaši na redovitom odsluženju vojnoga roka.

### Servetteu donio naslov prvaka
Međunarodnu trenersku karijeru Ilija Petković počeo je 1993. godine u Švicarskom Servetteu. Sastav iz Ženeve trenirao je dvije godine. U sezoni 1993./94. osvojio je naslov prvaka Švicarske. Zanimljivo je to što je Servette prije njegovoga doba bio u sjenci Grasshoppersa a u burnoj je završnici te sezone Servette pretekao Grasshoppers za jedan bod.

### Trener u stožeru SR Jugoslavije
Ilija Petković je tijekom 1997. i 1998. godine bio trener u stožeru izabranog srbijansko-crnogorskog sastava čijim je izbornikom tada bio Slobodan Santrač, inače njegov dugogodišnji suigrač u OFK Beogradu. Reprezentaciju su odveli na SP u Francuskoj 1998. godine. Ipak, Petković nije sudjelovao na natjecanjima u Francuskoj, jer je prihvatio poziv japanskoga prvoligaša Avispe iz Fukuoke. U Japanu je Petković ostavio izuzetan utisak, što je uvjetovalo kasnijim pozivima u redove susjednih kineskih prvoligaša.

### Aris
U međuvremenu Petković je, u sezoni 1999/2000., trenirao i solunski Aris. U nacionalnom Kupu izbacili su Panathinaikos, a natjecanje su završili u poluzavršnici.

### Dva puta na klupi "plavih"
Ilija Petković je u dva navrata bio izbornikom srbijansko-crnogorskoga nacionalnog sastava. Prvi put bio je izbornikom od srpnja 2000. do veljače 2001. godine kada se ta reprezentacija zvala Nogometna reprezentacija SR Jugoslavije. Na putu ka Svjetskom prvenstvu u Japanu i Južnoj Koreji 2002. godine ostvario je jednu pobjedu. Sastav je preuzeo tri susreta prije kraja sljedećeg ciklusa, a ostvario je skor od dvije pobjede i neodlučeno.
Poslije je 2001 godine otišao raditi u Kinu u Shanghai Shenhuu (2001.) i Sichuan Guancheng (2002.) a u Nogometni savez, na mjesto izbornika, vratio se krajem srpnja 2003. godine, samo mjesec dana nakon najtežega poraza Srbije i Crne Gore u povijesti - 11. lipnja Azerbajdžan je u Bakuu u kvalifikacijama za europsko prvenstvo 2004. pobijedio s 2:1. Povratkom je solidarizirao sastav, donio rezultate te polako vraćao kult nacionalnoga sastava. Dvije pobjede nad Walesom i neodlučeno protiv Talijana ipak nisu bili dovoljni kako bi SiCG osigurala plasman na kontinentalno prvenstvo. 
U idućim je kvalifikacijama popravio stvari te čvrstom obranom, pokretljivim veznim redom i konkretnim napadom pridonio tome što je SiCG u 7. kvalifikacijskoj skupini izborila izravni plasman na SP, pri čemu izabrani sastav nije izgubio na 10 kvalifikacijskih susreta a primljen je samo jedan pogodak. Zanimljivo je i to što Ilija Petković, u funkciji izbornika, nije poražen ni na jednoj utakmici u tim kvalifikacijama. Na putu ka Njemačkoj 2006, "plavi" su pobijedili na šest od 10 utakmica, dok su preostale četiri završene neriješenim rezultatom.

## Priznanja

### Trenerska
Servette
- Prvak Švicarske (1): 1993./94.

## Obiteljski život
Najveći dio života proveo je u Beogradu, gdje i danas živi. Oženjen je suprugom Biljanom i imaju sina Dušana.
Umro je 27. lipnja 2020. od koronavirusa.